# Kristi födelses kyrka, Staryj Oskol
Kristi födelses kyrka (ryska: Храм Рождества Христова; translitteration: Hram Roshdestva Hristova) är en rysk-ortodox kyrkobyggnad belägen i staden Staryj Oskol, i Belgorod oblast, i västra Ryssland.
Kyrkan är helgad åt Jesu födelse och tillhör det rysk-ortodoxa stiftet Belgorods stift.

## Historik
Grundstenen till Kristi födelses kyrka i Staryj Oskol invigdes den 18 september 1999 och byggandet började i mars 2000.
Den 8 januari 2003 hissades klockorna upp till klocktornet. Den 10 september samma år invigdes kyrkan, som leddes av ärkebiskop Johannes av Belgorod och Staryj Oskol.

## Klockor
Kyrkan har fem klockor. Den största väger 98 kg, den minsta 7 kg och de tre andra 48, 26 och 16 kg.

## Bilder

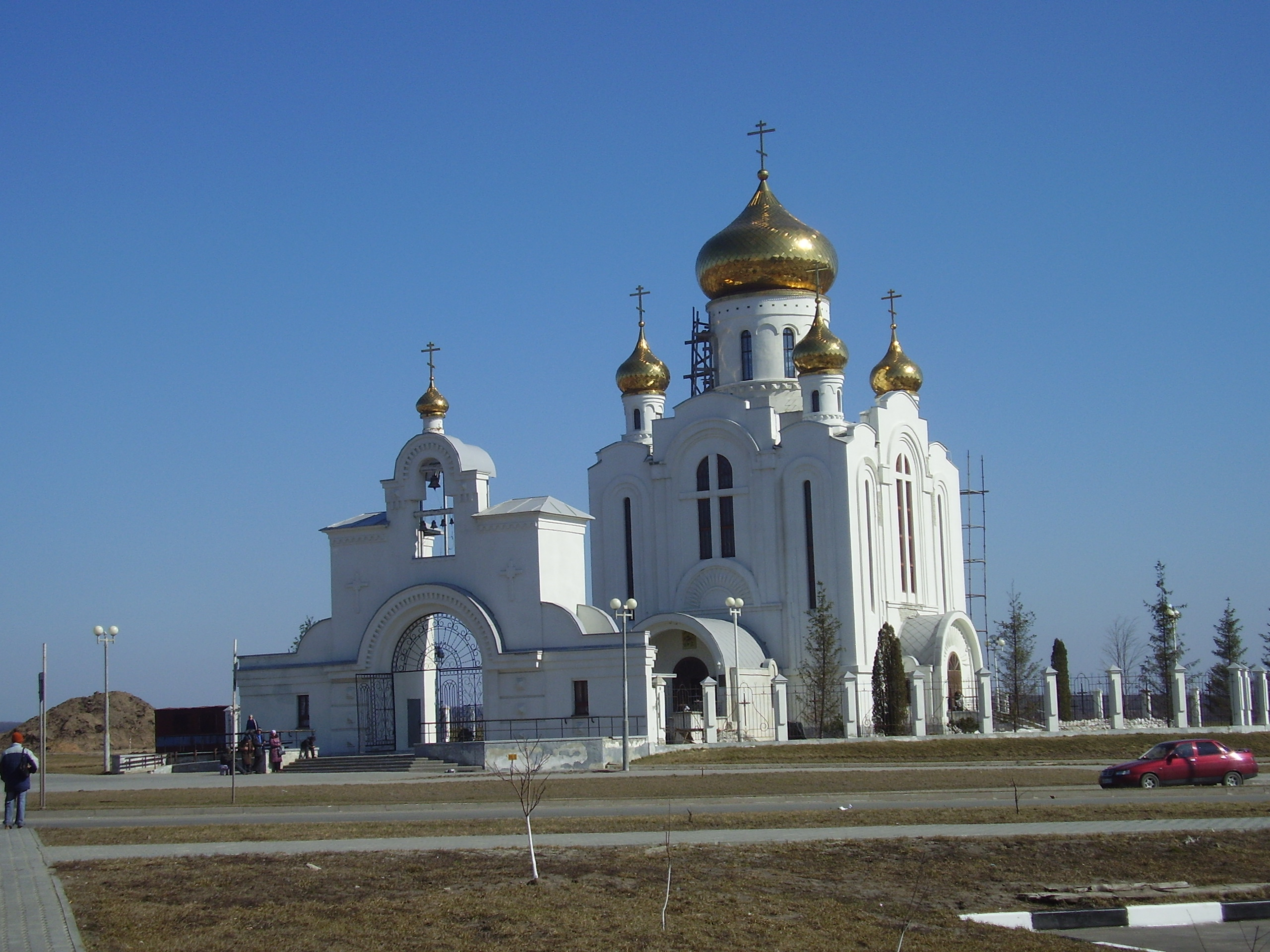
Kyrkan framifrån.